# Euxena
Euxena är ett släkte av fjärilar. Euxena ingår i familjen mätare.
Kladogram enligt Catalogue of Life:
| Euxena | \| \| Euxena albiguttata \| \| \| \| \| \| Euxena crypsichroma \| \| \| \| |
|        | \| \| Euxena albiguttata \| \| \| \| \| \| Euxena crypsichroma \| \| \| \| |
|        | Euxena albiguttata                                                         |
|        |                                                                            |
|        | Euxena crypsichroma                                                        |
|        |                                                                            |